# Коваленко, Сергей Владимирович
Серге́й Влади́мирович Ковале́нко (25 мая 1976, Шахты) — российский борец полусредней весовой категории, выступал за сборную России по греко-римской борьбе во второй половине 2000-х годов. Участник летних Олимпийских игр в Пекине, бронзовый призёр чемпионата мира, обладатель Кубка мира, серебряный и бронзовый призёр чемпионатов Европы, победитель многих международных турниров и национальных первенств. На соревнованиях представлял Российскую армию, мастер спорта международного класса. Действующий арбитр UWW.

## Биография
Сергей Коваленко родился 25 мая 1976 года в городе Шахты Ростовской области, однако впоследствии переехал на постоянное жительство в Санкт-Петербург. Активно заниматься борьбой начал в возрасте тринадцати лет, проходил подготовку под руководством тренеров Валерия Молдашева  и Григория Давидяна.
Первого серьёзного успеха на взрослом международном уровне добился в 2005 году, когда побывал на чемпионате Европы в болгарской Варне и получил там награду бронзового достоинства. Год спустя на европейском первенстве в Москве стал серебряным призёром, кроме того, побывал на чемпионате мира в китайском Гуанчжоу, где занял третье место и завоевал тем самым бронзовую медаль. Также в этот период четыре раза становился обладателем Кубка мира, трижды побеждал на Всемирных олимпиадах среди военнослужащих.
Благодаря череде удачных выступлений удостоился права защищать честь страны на летних Олимпийских играх 2008 года в Пекине — в категории до 66 кг сумел дойти до стадии четвертьфиналов, но затем потерпел поражение от титулованного болгарина Николая Гергова, в прошлом чемпиона мира и Европы. Вскоре после пекинской Олимпиады Коваленко принял решение завершить карьеру профессионального спортсмена, уступив место в сборной молодым российским борцам. За выдающиеся спортивные достижения удостоен почётного звания «Мастер спорта России международного класса».
Имеет два высших образования, окончил Санкт-Петербургский государственный экономический университет (2000) и Санкт-Петербургскую государственную академию физической культуры имени П. Ф. Лесгафта (2003). Женат, есть сын.